# 저영향 개발

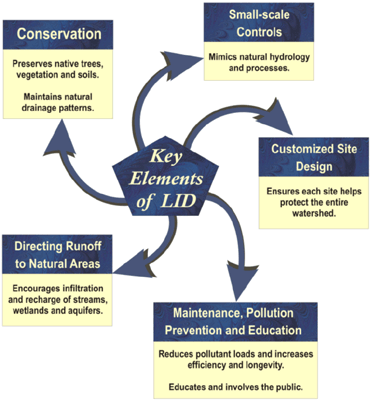
저영향 개발의 핵심 요소

저영향 개발(低影響開發, 영어: Low-impact development, LID)은 강우유출 발생지에서부터 침투, 저류를 통해 도시화에 따른 수생태계를 최소화하여 개발 이전의 상태에 최대한 가깝게 만들기 위한 토지이용 계획 및 도시 개발 기법을 말한다. 1990년대 후반에 미국에서 전형적인 친환경 우수관리 실천수단인 BMP's(Best Management Practices)를 기반으로 저영향 개발에 대한 개념을 확립하였으며, 최근 미국의 북서부를 중심으로 도시계획 차원에서 배수 시스템을 개선하는 방향으로 LID가 적극적으로 활용되고 있다. 세부 적용기준은 지역별로, 그 지역의 기후, 지형 등에 따라 달라지지만 공통적으로는 투수면적을 늘려, 유출수의 침투를 보다 많이 하여 홍수 및 정화기능을 강화하고, 친환경적인 배수환경을 조성하여 건강한 물순환체계를 구축하는 것을 목표로 한다.

## 개요

### 등장배경
급속한 산업발전과 도시화로 인하여 수질문제가 제기되면서 세계의 많은 도시들은 수질보호를 위해 경제적으로 효율적이고 지속 가능한 물순환 체계의 필요성을 언급하기 시작하였다. 또한 생태계 보호와 수질 관리에 있어 기존의 물 관리 시스템의 효과에 대한 의문이 제기되었다. 도시화에 따른 토지이용의 패턴의 변화로 인하여 불투수층이 증가하여 홍수 피해, 도시의 비점오염(도시, 도로, 농지, 산지, 공사장 등으로서 불특정장소에서 불특정하게 수질오염물질을 배출하는 배출원을 말한다.[수질 및 수생태계 보전에 관한 법률 제2조제2호]) 피해, 지하수 고갈 및 그에 따른 지반 침하현상, 하천의 건천화 등의 여러 문제는 더욱 심해지고 있기 때문이다. 이와 같은 문제를 해결하기 위한 대안으로 미국에서 처음 저영향 개발이라는 새로운 도시 계획 기법을 제안하였다.

### 정의
저영향 개발은 다양한 전략과 요소를 유출수 발생원 단계의 설계 안에 포함함으로써 유출수를 분산식으로 관리하는 접근 방법이다. 다시 말해, 개발 이전 상태와 크게 다르지 않게 수문학적 저류기능이 복원되도록 소규모의 자연적인 저류, 체류, 방지, 처리 기술을 적용하는 것이다. 또한, LID는 물과 관련된 생태적 기능을 보존하면서 개발을 가능하도록 하는 강력한 기술로서 개발지역에 새로운 설계 원리의 소규모 관리 시설에 적용할 수 있으며, 친환경적 기능과 경관을 창출하여 오염을 방지하는 기능 및 생태계를 분리하지 않고 수용할 수 있는 기능들이 포함되어 있다.

### 기존 방식과 차별성
기존의 강우유출수 처리기반 시설은 점차 노후화되어가고 있으며 이를 유지, 검사, 보강하는 데에는 막대한 비용이 소요된다. 또한, 우수관 최종점(end-of-pipe)에서 강우유출수를 정화하는 후 처리방식의 비점오염 저감시설은 매우 비효율적이며 지속가능성에 대해서도 명확하지 않다. 또한 기존의 집중식 BMP 처리 장치로 설계하는 방식은 먼저 고효율의 배수체계를 만들어 자연적인 수문 기능을 변경시키는 방식이나, 저영향 개발 방식은 배수가 잘 되도록 하는 것을 넘어서 개발 이전의 수문 기능을 유지하게 하는 것을 가능케한다. 이는 다음의 5단계 설계에 초점을 맞춘다.
- 1단계 (보전) : 자연자원 보전, 교란 제한, 변화된 자연 자원의 복원 등을 위한 기존 기술과 유사하다. 공원, 오픈스페이스, 하천, 계단식 경사, 투수 가능한 토양 등 유역 계획 요소들을 고려하는 보전 기술은 자연 배수 패턴, 지형, 함몰지 등을 그대로 유지하고 원래의 토양에 가능한 식생을 많이 보존하며, 특히 서로 다른 수문학적 토양 그룹을 보존하기 위해 식생이 제거된 곳에 식생을 다시 식재하는 것 또한 포함한다.[4]
- 2단계 (영향최소화) : 유출량에 미치는 직접적인 영향을 최소화시킬 수 있도록 토지의 피복 유형이나 불투수율, 수문학적 토양 유형을 고려한다. 또한 기존의 배수패턴과 자연 저류 특성을 유지시키기 위해 차도 최소화, 교란 최소화, 개방식 식생도랑, 침투률이 높은 토양 보전을 가능하게 하고 그 외에도 불투수면이 연속되지 않도록 단절시킨다든지 유출수가 서로 다른 토양유형으로 분산되 흘러가도록 한다. 식생이 제거된 지역의 경사를 완만하게 만들고, 불투수면이 필요한 경우는 침투율이 낮은 토양을 우선적으로 불투수면으로 포장하며, 우수관로, 연석, 차도와 보도사이의 시설 설치를 저감시킴으로써 유출수가 발생하는 단계에서 저류와 침투가 이루어지도록 한다.[4]
- 3단계 (유출이동시간 유지) : 개방형의 식생 수로와 자연 식생 배수 패턴을 사용하여 물의 흐름을 연장시키고 분산시키는 것으로, 식생수로나 빗물가든 등 자연 체류시스템을 활용하여 물의 흐름을 저지시키고, 토양의 압축과 밀도를 최소화하고 기존 식생을 그대로 유지시켜 교란을 최소화하며 경사도를 낮춘다. 수직 낙하하는 물의 방향을 틀어서 불투수면이 연속되지 않도록 하며 기존의 식생대를 연결시켜 빗물이 하천으로 빠르게 흘러들어가지 않고 발생원에서 오래 머무를 수 있도록 한다.[4]
- 4단계 (추가 유출량 감소) : 개발 전과 유사하거나 최소의 변화를 가지도록 개발할 때, 추가적인 유출량을 보다 더 감소시킬 수 있도록 빗물이 떨어지는 곳에 분산식으로 설비들을 배치한다. 대표적은 예로 빗물가든, 침투 도랑, 우수통, 옥상저장, 물탱크, 연못 등을 적용한다. 이러한 종합적인 설비들의 도입은 우수관로 최종점에 설치되는 집중식 시스템 및 설비와 구분지어야 한다.[4]
- 5단계 (오염 방지) : 유출수 발생원에 설치하는 통합 설비 상의 오염을 방지하고 유지 관리하는 것은 LID 접근방법에 있어 가장 중요한 요소이다. 이에 따라 LID의 모든 관계자들 의 이해와 교육이 중요하다. LID에 의해 조경과 경관 속에 통합되어 유출수가 제어되는 시스템을 이해하고 관리하는 방법을 알아야 하며, 토지 소유자가 그 경관을 유지하기 위해 소요되는 조경 비용에 대한 지불 용의가 있어야 한다. 환경을 보호하는 데 자신의 토지가 기여한다는 것에 대해 기쁨을 느껴야 하고, 이러한 경관 요소가 자신의 재산 가치를 높인다는 것을 믿을 수 있도록 LID 방식이 강한 경제적 인센티브를 제공해야 한다.[4]

또한, LID는 진행 절차상에도 기존의 방식과 큰 차이를 보인다. 진행 절차는 크게, 1)협력단계, 2)조례 검토 및 지역사회와의 협의 3)현장 검토 및 분석의 3단계로 나뉜다. 협력단계상의 기존의 방식의 경우 엔지니어링 팀이나 소수의 전문가를 개발 단계별로 순차적으로 투입하여 활용한 반면, LID 기법 방식의 경우, 경관설계 전문가, 엔지니어, 수문학자, 지리학자, 생물학자 등이 함께 협력하여 현장분석과 혁신적인 해결방안을 제시할 수 있도록 지원하고 환경적 편익을 극대화할 수 있도록 현장설계자들과의 협력을 도모한다. 조례를 검토하고 지역사회와의 협의하는 단계에서는 인가 회의에 있어 공무원들의 의견교환이 제한되고 설계에 있어 공공의 의견 반영이 부족하며 기존의 조례에 만족하려는 행태를 보인 기존의 방식과는 달리 사업의 기회를 인지시키기 위해 개발전 회의에 적극적으로 공무원의 의견을 반영시키고, 사업 설계에 있어 지역사회의 이익이 반영될 수 있도록 지역사회 구성원이 참여할 기회를 마련한다. 또한, 현장이 제공할 수 있는 것에는 무엇이 있는지 확인하기 위해 자원 분석을 실시하고, 제안된 설계에 잠재적인 장애물이 있을지 조례를 검토하게 된다. 마지막 현장을 검토하고 분석하는 단계에서는 기존에 규제의 장벽을 확인하기 위해 토지이용계획 관련 조례를 분석하고 단일 설계 계획을 개발하기 위한 검토 및 만족도 조사도 실시하였으며, 규제요소의 만족에만 치중된 절차상의 모습을 보였다. 그러나 LID 기법 방식 하에서는 자원 활용의 기회와 제한에 대해 파악하기 위해 토지와 조례를 분석하는 목적을 자원 활용의 기회와 제한의 대한 파악으로 명시하고, 심사에 있어 다수의 토지 설계 대안을 만들기 위해 모든 의견을 검토하고 설계 단계에서부터 유연성을 확보하기 위해 공무원과의 협동을 단행하는 모습을 보인다.

## 기술

### 특성
LID 기술은 기존의 강우 유출수 관리 시스템과 비교하여 비용적 측면에서 장점이 있다는 특징이 있다. 또한, 자연형 시설 및 식생공간 확보 등으로 인한 쾌적한 도시공간에서 얻을 수 있는 생활 공간의 가치향상, 심미적인 측면 등을 통해 삶의 질 향상시킬 수 있다. 따라서, 도시공간의 가치를 증대시키고, 재개발 잠재력을 확보하여 새로운 성장동력을 확보하고, 생태 서식처를 제공, 도시화로 인한 열섬효과 감소, 에너지 절감, 스모그 감소, 습지 보존, 홍수 방지 등 다양한 측면에서 LID 기술이 이용될 수 있다.
특히, LID는 강우에 따른 유출수 및 비점오염의 유출을 최소화할 수 있는 다양한 구조적, 비구조적 요소기술들의 조합이 가능한 유연성이 있는 개념이다. LID 기술은 한정된 공간뿐만 아니라 개방된 공간에도 적용이 가능하며, 신도시 개발 및 도시재개발에도 적용이 가능하여 공간적 범위에서도 유연성을 찾을 수 있다. 궁극적으로 LID 기술은 개발로 인한 환경적인 악영향을 최소화하고 기존 중앙 처리 시스템으로 인한 과도한 비용을 합리적으로 절감할 수 있는 기술로 인식되고 있다.
또한, LID 기술은 강우 유출수 관리라는 단일 목적에만 한정되지 않는 계획, 설계, 시공 및 유지관리 기술을 모두 포함한 포괄적인 개념으로서, 예를 들어 유역 내 개발로 인한 유역의 건강성 확보 및 유지관리, 장기적 개발로 인한 유역의 반응 변동 예측, 지속가능한 유역관리를 위한 개발의 한계 관리, LID 재생기술로 인한 사회, 경제적 파급효과, 강우 유출수 관리를 위한 제도 정비 및 관리 방안 제시 등도 LID 기술의 한 측면으로 보아야 한다.

### 원리
LID 기술의 원리는 다음의 8가지로 요약할 수 있다.
- 부지 선정 단계에서 부터의 통합 강우유출수 관리 계획 수립
- 종합적인 관점에서의 수문순환 기능 확보
- '저감'보다는 '방지'의 개념
- 간편하고 비구조적이고 단순하며, 저렴한 비용
- 자연상태와 유사한 유역의 관리
- 유역내 소규모 기술의 적용을 통한 분산식 관리
- 자연상태의 물순환 기능을 유지
- 다양한 형태의 토지 이용을 가능케 함

또한, 강우 유출수 관리를 위한 LID 기술은 물리적 기술, 화학적 기술, 생물학적 기술로도 분류할 수 있다.
1. 물리적 기술에는 강우 유출수를 저류하고 땅속 침투능력을 증대시키며, 물의 증발량을 최대화 시키고, 강우에 의한 침식 및 유사유출을 방지하는 것이 있다.
2. 화학적 기술에는 흡착, 이온교환 유기물의 합성등의 기술이 있다.
3. 생물학적 기술에는 물의 증산, 영양물질의 순환, 식생을 이용한 수문저장, 미생물 분해 등이 있다.

### 요소 기술의 종류
LID 기법의 요소기술은 크게 6가지 종류로 나눌 수 있다.

#### 우수저류공원, 생태저류지

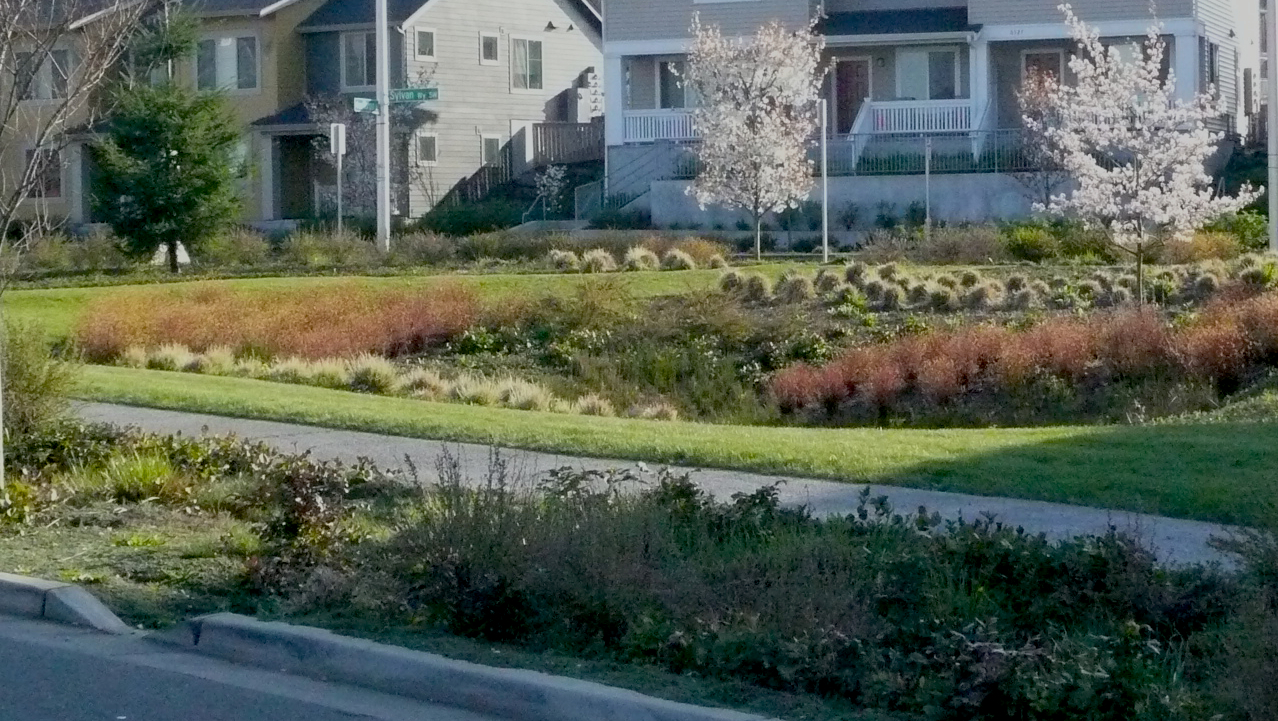
우수저류공원

우수저류공원(Rain Garden)이란, 도시지역에서 빗물을 최대한 많이 토양에 침투시켜 보유할 수 있도록 설계된 움푹하게 파여진 식재 지역을 뜻한다. 이를 통해, 빗물의 흐름을 조절하여 홍수를 대비하고, 표면에 흐르는 유출수를 정화할 수 있다. 유럽에서는 1980년대부터 이에 대한 연구가 진행되어왔으며, 침수방지 외에 오염 물질 자연 여과 기능, 생태환경 조성 등의 다양한 효과를 가지고 있다.
생태저류지(Bio-retention) 또한 우수 저류공원과 비슷한 기술로서, 좁은 면적에서도 식물과 토양을 이용해 흡수, 여과, 침전, 휘발, 이온교환, 생물학적 분해 과정을 통한 오염 물질 제거에 효과적으로 사용되는 기술이다. 함몰 지형에 배수가 잘되는 토양 혼합물과 침수에 강한 식생으로 설계하며, 토양 표면은 식물 잔여물이나 우드칩 등의 피복층으로 덮는다. 토양 특성 상 투수성이 낮아 침투속도가 느릴 경우 인위적인 배수 시스템이 요구되며, 인위적 배수시스템은 식생수로나 식생여과대와 같은 다른 관리시설과 결합하도록 한다.
두 가지 기술 모두 건물의 정원, 주차장, 도로중앙 등 다양한 도시구성요소에 소규모 설치에 매우 용이하다.

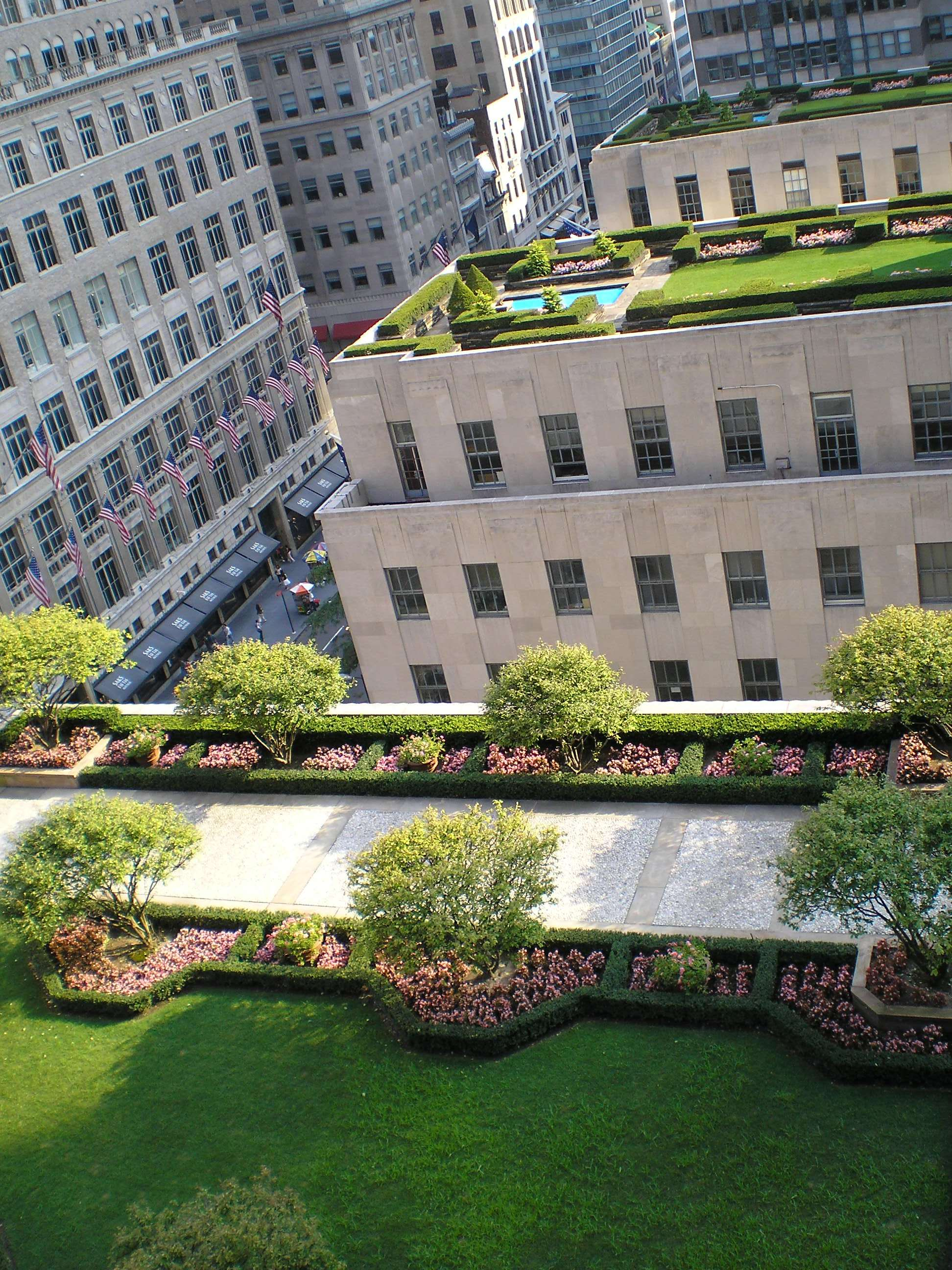
Rockefeller Center Rooftop Gardens by David Shankbone

#### 지붕층 저류공원
지붕층 저류공원(Rooftop Gardens)은 옥상에 정원을 설치하여 우수유출수를 저류 및 지연시킨 후 하수처리시설로 배출시키는 기술로 빗물 유출 저감 효과뿐만 아니라 도시열섬의 감소, 공기 정화 및 온실가스의 배출 감소 등의 효과 확보에 용이하다. 다시말해, 옥상을 토양과 식물로 녹화하여 지붕으로 떨어지는 강우를 저장하고 증발시키는 역할을 하여 유출량을 감소시키는데 효과적이다. 증발산에 의해 지붕 온도를 낮추기도 하고 강우에 따른 빗물의 표면 유출량을 낮춘다. 특히, 중소 규모의 강우에 대해서 효과적인 유출수 관리가 가능하다.

#### 가로수 저류
가로수 저류(Tree box Filter)는 도시지역의 가로수를 담고 있는 땅 속의 컨테이너 형태의 필터를 이용하여, 도시 내 강우유출수를 저류시키는 기술이다. 한 지역에 이와 같은 가로수 저류를 위한 필터가 널리 분포하게 되면 매우 효과적인 유출수의 수질 관리가 가능하다. 가로수 저류를 통해 스스로 흘러들어가는 유출수는 가로수 아래의 땅속 필터를 통해 저류지에 도달하기까지 나무 뿌리와 토양을 거치면서 자연적으로 여과된다.

#### 식생수로, 완충녹지대
식생수로, 완충녹지대등의 기술들은 배수로에 잔디 등과 같은 짧은 풀을 조성하여 우수유출을 저감 또는 지연시키는 형태의 기술이다.
식생수로(Vegetated Swales)는 양 옆의 경사면과 바닥이 식물로 덮인 개방된 얕은 도랑으로 지표 유출수를 모아서 하류 배출 지점으로 천천히 흘러나가게 하는 역할을 한다. 식생수로는 유출수가 도랑의 식물과 하층토에 의해 걸러지도록 설계되며, 그 아래 토양층으로 침투되게 하기도 한다. 수로는 자연적이거나 인공적으로 만들어질 수 있으며, 특정 오염물질을 가두거나 침투시키고 강우유출수의 유속을 저감시킨다. 식생수로는 강우유출수 배수시스템의 일부로 이용될 수 있으며, 배수로나 하수시설을
대체하기도 한다.
완충녹지대(Buffers and Strips)는 근접한 지표면의 얕은 유량을 처리하도록 설계된다. 특히 유출수의 속도를 줄이고 토사나 오염물질을 저류시켜 하층 토양으로 침투하게 하는 역할을 한다. 이 기술은 과거 농업관리기술로 활용되었지만, 최근에는 도시에서도 활용되고 있다. 적절한 디자인과 유지관리로 비교적 높은 오염물질 제거효율을 제공한다. 더불어, 하나의 조경으로 보이기 때문에 공공 디자인의 면에서도 저항이 적은 편이다.

#### 빗물 저장탱크
빗물저장탱크(Rain Barrels and cisterns)는 저렴한 비용으로 효과적이고 손쉽게 활용할 수 있는 저류장치로서 주거지역, 상업지역, 산업지역 등에 적용이 가능하다. 빗물저장탱크는 옥상에서 흘러 내려오는 강우유출수를 저류시킨다. 또한, 잔디밭이나 정원에 쓸 관개수를 저장해 놓을 수도 있다. 물탱크(Cistern)는 옥상의 강우유출수를 지하에 저장해놓는 장치로서 일부 혹은 전체를 묻어 빗물 저장하고 후에 이를 활용할 수 있다.

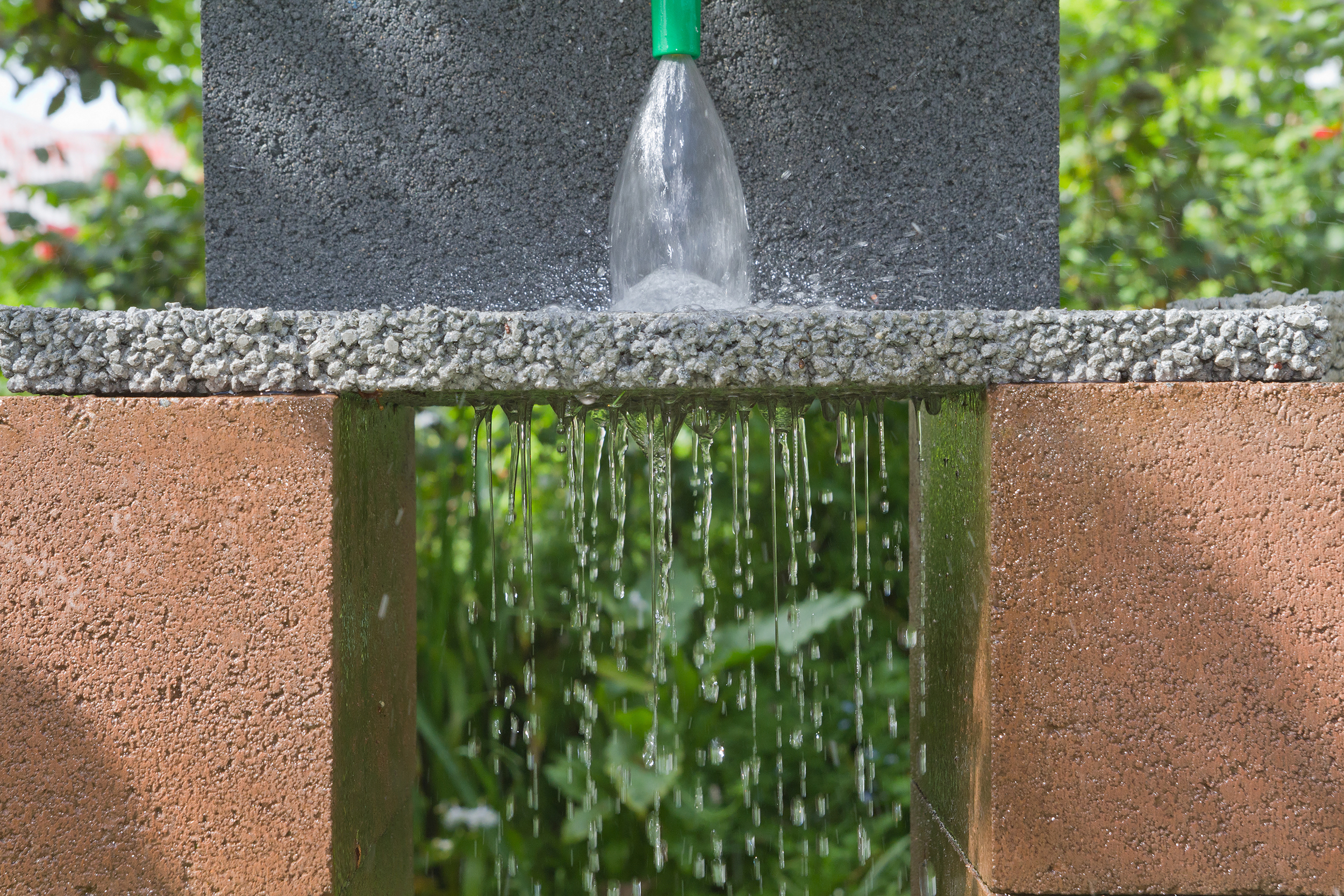
투수성포장

#### 투수성 포장
투수성 포장(Permeable Pavers)은 포장재를 통해 빗물을 노상에 침투시켜 흙 속으로 환원시키는 기능을 한다. 일반적으로 강우유출수를 침투시켜 배수로로 흘려보내기 전에 일시적으로 물을 저류시키는 하층구조도 포함하여 설계한다. 투수성 포장은 보도와 승용차 등 중량이 가벼운 차량이 통과하는 차도나 주차장 등에 적용된다. 투수성 포장은 불투수성 재질에 틈을 두어 설치하는 방식과 물을 침투시킬 수 있는 포장 재질 자체를 활용하여 물을 침투시키는 방식으로 구분할 수 있다.

## 적용사례

### 미국
- 시애틀(Seattle)의 SEA(Street Edge Alternative) 프로젝트

미국 워싱턴주 시애틀에서는 2001년 2nd Avenue의 220m 거리에 우수 유출을 저감하고 친환경적 거리를 조성하기 위해 저영향 개발 요소기술을 적용하는 시범사업 실행하였다. 구체적으로는 도로 폭을 7.6m에서 5.5m로 축소하여 불투수지역 면적을 18% 저감하였고, 우수배수로를 생태수로로 바꾸어 표면에 흐르는 우수를 효과적으로 정화시켰다. 또한 빗물정원 및 생태저류지 등의 저영향 개발 요소 적극 활용하여 프로젝트를 진행하였다.
따라서 SEA 프로젝트 시범사업 결과 경제성, 오염저감, 홍수 피해 저감, 쾌적한 주거환경 조성 등의 많은 이점을 얻을 수 있었다. 특히, 분산식 빗물관리 시설 및 설치는 중앙집중식 방식의 시설 설치 및 유지·관리 비용에 비해 약 25%의 비용을 절감하는 효과를 만들었고, 홍수피해 저감, 수질개선, 쾌적한 주거환경 조성 등의 장점을 확보할 수 있었다.
- 레이시(Lacey)의 ZID(Zero Impact Development)

워싱턴주 레이시에서는 도시화에 따른 홍수피해와 하천오염이 빈번히 발생하여, 이를 막기 위해 무영향 개발(Zero Impact Development: ZID)을 목표로 무영향배수 배출법(Zero Effect Drainage Discharge Ordinance)을 제정하였다. 이 법의 주요 내용은 불투수지역을 완전히 제거하고, 신도시 개발시 산림이나 자연 토지의 비율을 60%이상 유지하며, 저영향 개발 요소기술을 도시 개발 계획 단계부터 적극적으로 활용해야 하며, 개발 전, 후의 물순환에 대한 영향을 관찰할 수 있는 시스템을 구축한다는 것이다.
- 포틀랜드(Portland)의 빗물관리조례 제정

미국 오리건주의 포틀랜드시에서는 불투수면적이 46.5m2가 넘는 모든 개발사업에 대해, 표면에 흐르는 우수 유출수의 수질과 그 양을 관리하고자 빗물관리 조례를 제정하였다. 특히, 저영향 개발 요소 기술이 적용된 시설이나 설비를 구축할 경우, 용적률을 제고하고 세금을 줄여주는 등의 인센티브를 제공하여 주민들로 하여금 자발적인 저영향 개발 요소의 기술을 적용한 설비를 활용할 수 있도록 유도하였다.
인센티브를 적용한 빗물홈통분리 프로그램을 실시하여 민간이 자발적으로 저영향 개발 시설을 설치하도록 유도하였는데, 4만 4천 이상의 가구들이 이 프로그램에 참여한 결과 연간 약 400만톤의 우수 유출 저감 효과가 발생하게 되었다. 이처럼 저영향 개발 요소 적용을 할 경우, 추가 설치비용이 들지만, 장기적으로는 배수시스템 추가 설치 및 관리 비용이 절감되고, 홍수피해나 수질 관리 비용 등이 절감되는 등 경제적으로 긍정적인 효과를 얻을 수 있기 때문에, 이와 같은 조례를 제정하였다.

### 한국
- 아산탕정신도시 사례

국토해양부는 국내 최초로 아산 신도시를 총 79억원을 투입하여 분산식 빗물관리 시스템을 설치할 시범지역(175만m2)으로 선정하였다. 분산식 빗물관리시스템은 지하
빗물침투시설과 지상 빗물저장시설로 구성되며, 이 시스템이 설치됨으로써 그동안 하천 등으로 흘러 버렸던 연강우량의 40%에 해당하는 빗물을 가두고 일강우량 15mm까지
전량 지하 또는 지상에 저장하게 된다. 빗물침투시설은 도로, 공원 등에 설치되며 빗물 집수정을 설치하여 지하수로 환원하는 시스템이며, 빗물저장시설은 지상에 일정량의 빗물(해당 지역면적의 10mm 두께)을 도랑이나 실개천을 활용하여 가두어 둘 수 있는 시설을 말한다. 분산식 빗물관리시스템은 공원 등의 식생도랑, 실개천 및 빗물정원(침투구덩이) 등의 빗물저장시설을 설치하고, 지하에는 빗물침투시설을 설치하게 된다.
빗물이용시설 설치비 20만원/호, 관리비용절감 2.5만원/호로 분산식 빗물이용시설은 설치후 8년 이내에 수돗물 절약 및 관리비용 절감으로 회수할 수 있다. 아산시는 평균 강우량 1,313mm, 연강우일수 107일로 빗물관리시설이 설치됨으로써 신도시 연강우 일수의 70%이상에 해당하는 약 80일 동안 신도시 밖으로의 빗물 유출이 없게 된다. 강우 시 처음 5mm까지는 지하로 침투시켜 지하수로 활용되고 다음 10mm까지는 지상저류조에 저장되며 그 이상의 우수는 하천으로 방류된다. 따라서 하천오염에 영향을 미치는 오염우수(강우시 초기우수 5mm)를 공공수역으로 유출시키지 않고 자연적으로 정화시켜 처리함으로써 하천수질도 개선하는 효과를 얻게 된다. 국토해양부는 아산신도시에 시범 도입되는 분산형 빗물관리시스템이 비교적 저렴한 설치비용에 비해 그 효과가 크다고 판단하여 시범지역의 효과분석 등을 통해 앞으로 신도시 뿐만 아니라 전국의 모든 도시에 확대 보급할 계획이다.

## 정책방향
한국도 기후변화 재해피해를 최소화하기 위해 저영향 개발 개념을 도입에 앞서, <사전재해 영향성 검토 협의 제도>, <자연재해 위험지구 지정>, <지속가능한 신도시 계획기준> 등을 활용하고 있지만, 공간범위, 적용 방안 및 기준 등에 대한 고려가 미흡하여 실효성에 한계가 있다. <사전재해 영향성 검토 협의 제도>는 사업제도 절차에서 계획수립 후 중앙행정기관장과의 협의 단계에서 재해 영향을 검토하도록 하고 있어 저류지 등 저감 대책 수립이 어렵고, 활용 가능한 친환경 우수저류 계획요소 및 우수유출경로에 대한 고려 등이 미흡하여 실효성에 한계가 있다. <자연재해 위험지구 정비사업>은 하수관거정비, 펌프장 증설 및 신설, 제방 일부 축조 등 중앙집중식 배수시스템에 의존적인 구조물적 대책이 대부분을 차지하고 있으며, <지속가능한 신도시 계획기준>은 유수지, 녹지, 바람길, 투수성포장재의 사용, 빗물관리 등 다양한 계획요소를 제시하고 있지만, 완충녹지를 제외하고는 적용방안이나 기준이 미흡하다.
따라서, 저영향 개발이 도시화에 따른 홍수 및 오염에 대응하는 친환경적인 대응방안으로 주목받게 되었다. 저영향 개발은 소규모 분산형으로 다양한 도시구성요소에 유연하게 적용이 가능하고 도시화나 기후변화 등 변화하는 환경에 중앙집중식 하수처리시설의 용량 초과 부담을 감소시켜 홍수를 예방할 수 있고, 수질오염 저감 및 쾌적한 주거환경 조성 등의 다양한 장점 확보할 수 있다는 측면에서 의의가 있다. 이러한 이유로, 기후변화에 따라 증가하는 도시홍수피해 저감을 위해 한국 특성을 고려한 한국형 저영향 개발기법을 개발하여 보급하고 저영향 개발 개념을 포함하는 도시 우수관리 지침마련 및 인센티브 제공을 통해 적극적인 활용을 유도할 필요가 있다. 또한, 한국 도시의 높은 밀집도와 여름철 집중호우를 고려하여 소규모·분산형 저영향 개발 시설물들의 연계를 통해 우수유출 저감 효과를 극대화할 수 있는 한국형 저영향 개발기법 개발 및 보급이 필요하다. 이는, 도시 특성(기존도시/신도시)을 고려한 우수관리 실천수단과 적용방안을 마련하여 도시개발 시 지침으로 활용할 수 있고, 옥상녹화, 빗물홈통 분리 등 주민참여가 요구되는 저영향 개발 시설에 인센티브를 제공함으로써 주민들의 자발적인 저영향 개발 활용을 유도할 수 있다.
초기 우수 처리의 관점에서는 유출수의 오염을 저감하고 정화시키는 정책의 일환으로 환경부에서는 점오염원(오염의 이유, 발생 시기 및 지역을 한정할 수 있는 오염원) 위주의 관리만으로 공공수역 수질개선에 한계가 있음을 인식하고 관계부처합동으로 4대강비점오염원관리 종합대책(2004) 및 제2차 비점오염원관리 종합대책(안,2012)을 수립하여 이행하고 있다. 2004년 종합대책을 근거로 수질환경보전법(현 수질 및 수생태계 보전에 관한 법률)을 개정하여 비점오염원의 체계적 관리 토대를 구축하였으며, 그 결과로서 비점오염원, 관리지역 지정제도, 비점오염원 설치 신고제도, 저감시설 시범운영, 생태유수지 조성 등이 진행되고 있다. 2012년 수립된 제2차 종합대책(안)은 비점오염원에 대한 관리방향을 사후관리 중심의 농도저감에서 물순환구조 개선을 통한 오염된 강우유출량 저감으로 전환하였다. 본 대책에 저영향 개발(LID) 및 그린 빗물인프라(GSI) 등을 도입하기 위하여 도시·농촌, 연구개발, 홍보·교육 등 6개 분야 56개 사업에 대규모 예산(총 7조 4,738억원)을 투입하는 범부처(6개 부처) 공동사업으로 기획하고 있다. 따라서, 기존 수질관리정책을 이행하기 위하여 운영되고 있는 총량관리 기본방침, 비점오염원관리지역 관리대책 및 수질총량관리 기술지침 및 비점오염원 최적관리지침으로는 새로 도입되는 LID 등을 평가할 수 없는 상황이므로, 신기술 확대 적용을 위해서는 제도개선 및 기술개발이 필요한 실정이다

## 같이 보기
- 빗물 집수
- 지속 가능한 발전
- 수질 오염